# Affiene verbinding

Een affiene verbinding op de sfeer rolt het affiene raakvlak van het ene - naar het andere punt. Terwijl het dit doet, traceert het contactpunt een kromme in het vlak: de zogenaamde ontwikkeling.

In de differentiaalmeetkunde, een deelgebied van de wiskunde, is een affiene verbinding een meetkundig object op een gladde variëteit dat nabijgelegen raakruimten verbindt en dat het op deze manier raakvectorvelden toelaat om gedifferentieerd te worden, als ware zij functies op de variëteit met waarden in een gegeven vectorruimte.
De notie van een affiene verbinding heeft haar wortels in de 19de-eeuwse meetkunde en tensorrekening, maar het concept werd eerst in de vroege jaren twintig van de twintigste eeuw volledig ontwikkeld door de Franse wiskundige Élie Cartan (als onderdeel van zijn algemene theorie van de  verbindingen) en door de Duitse wiskundige Hermann Weyl (die deze notie gebruikte als onderdeel van zijn fundament van de algemene relativiteitstheorie). De terminologie is te danken aan Cartan en heeft haar oorsprong in de identificatie van raakruimten in de Euclidische ruimte Rn door translatie: het idee is dat een keuze van affiene verbinding een variëteit op infinitesimale schaal doet lijken op de Euclidische ruimte, niet alleen glad, maar als een affiene ruimte.